# المخابرات السورية
تتألف أجهزة الأمن والمخابرات السورية من أربع فروع (تسمى شعب) مختلفة ومستقلة عن بعضها، كل منها له قيادته الخاصة ويَعمل بشكل مستقل عن الفروع الأخرى، وهذه الفروع هي: أمن الدولة أو المخابرات العامة والأمن السياسي والأمن العسكري والمخابرات الجوية وجميعها مرتبطة بمكتب الأمن القومي بحزب البعث العربي الاشتراكي الحاكم في الجمهورية العربية السورية من عام 1963م حتى 2024م. يُركز فرعا أمن الدولة والأمن السياسي أكثر على القضايا السياسية للمدنيين، كالنشاط الحزبي والمساس بهيبة الدولة أو غير ذلك، وأما الفرعان الآخران فيَتركز عملهما في القضايا المتعلقة بالقوات المسلحة والأمن القومي من الناحية العسكرية.
وُجِّهت اتهامات كثيرة إلى هذه الفروع الأربعة بمُجملها في ارتكاب انتهاكات واسعة لحقوق الإنسان بحق المواطنين والناشطين السياسيين ضد نظام حزب البعث السوري بقيادة الرئيس السوري بشار الأسد، خصوصاً خلال حركة الاحتجاجات التي عصفت بالبلاد في عامي 2011 و2012، حينما اتُهمت هذه الأجهزة باعتقال عشرات الآلاف من المحتجين وتعذيبهم بوسائل مختلفة، بل وارتكاب ما قد يَرقى إلى جرائم ضد الإنسانية حسب منظمة العفو الدولية.

## الفروع الأمنية
وتسمى شعب أمنية يتفرع عنها فروع على مستوى المحافظات. فهنالك شعبة المخابرات العسكرية وشعبة المخابرات الجوية وشعبة الأمن السياسي وشعبة أمن الدولة.

### الأمن العسكري
كان للأمن العسكري دور كبير في أحداث حماة ضد الأخوان المسلمين في الثمانينات حيث كانت المسؤول رقم واحد أمنيا عن هذا الملف.

### المخابرات الجوية
أسست على أيام الرئيس حافظ الأسد وكانت إحدى مهامها الخاصة هي مرافقة الرئيس الأسد الأب نفسه، وتوفير أمنه الشخصي. في ذات الوقت، هي المسؤولة عن أمن مطار دمشق الدولي.

## انتهاكات حقوق الإنسان
التعذيب وغيره من ضروب سوء المعاملة واسع الانتشار وممنهج لمن تعتقلهم أجهزة الأمن والمخابرات الحكومية وفي سجون الدولة، ويؤدي إلى معدلات مرتفعة لوفيات المعتقلين.